# عفن رمادي
العفن الرمادي أو بوتريتس سينريا (باللاتينية: Botrytis cinerea) مرض فطري يصيب محاصيل كثيرة مثل البندورة والفراولة والعنب، وينتشر في البيئات الرطبة. المسبب فطر يحمل ذات الاسم.
يتنشر هذا المرض ويكثر تواجده على النباتات المزروعة تحت الأنفاق وداخل الدفيئات ويبدأ ظهور المرض على النباتات البالغة عند ازدياد كثافة الأوراق وتساعد الرطوبة العالية على انتشاره.

## أعراض المرض على البندورة
تعتبر ثمار البندورة أكثر تعرضاً من غيرها من أجزاء النبات للإصابة بالمرض حيث تظهر عليها بقع رمادية كبيرة غير منتظمة وتكثر عادة عند طرف الثمرة الملامس للفرع وتتكون على الثمرة نمو فطري كثيف لونه رمادي.
تصاب تفرعات النبات عند أماكن اتصالها بالساق نتيجة تجمع قطرات الماء التي تساعد على نمو الفطر الرمادي اللون عليها.

## مكافحة المرض
- تهوية البيوت والأنفاق البلاستيكية.
- تقليم نباتات البندورة بطريقة صحيحة داخل الدفيئات.
- الاعتدال بالري وتجنب الرطوبة العالية.
- رش النباتات بأحد مبيدات الفطريات مثل المركبات النحاسية او كاربنداذيم المناسبة عند ظهور الإصابة ويكرر الرش اسبوعياً.